# Cantonul Montfort-sur-Meu
Cantonul Montfort-sur-Meu este un canton din arondismentul Rennes, departamentul Ille-et-Vilaine, regiunea Bretania, Franța.

## Comune
- Bédée
- Breteil
- La Chapelle-Thouarault
- Clayes
- Iffendic
- Montfort-sur-Meu (reședință)
- La Nouaye
- Pleumeleuc
- Saint-Gonlay
- Talensac
- Le Verger